# Jindřich I. z Lažan
Jindřich I. z Lažan (německy Heinrich I. Ritter von Lažan, asi 1345? – 1431?) byl německo-český šlechtic, obchodník a královský radní v Chebu. Je uváděn jako skutečný zakladatel rodu Šliků.

## Život

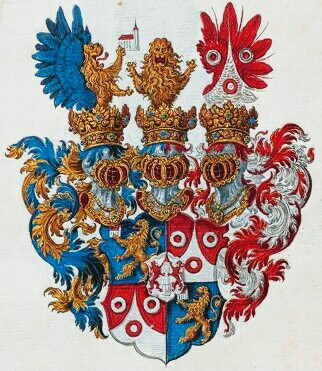
Pozdější rodový erb hrabat Šliků. Základem se stal trojúhelník se třemi kroužky udělený Jindřichovi králem Zikmundem Lucemburským.

Historik Ernst Heinrich Kneschke ve svém slovníku Neues Adels-Lexikon (sv. VIII, na straně 206) spatřuje Jindřichův původ ve starém českém rodu, zatímco Ignaz Ritter von Schönfeld mu ve svém díle Adels-Schematismus (I. Jahrg, na straně 192) přisuzuje původ ve starém italském rodu.
Jindřich bojoval ve Švábsku při obraně svobody císařských měst před republikánskými aktivitami a poté v roce 1392 pod vítěznou zástavou uherského krále Zikmunda Lucemburského proti valašskému knížeti Štěpánovi a sultánu Bájezídovi I.
Za své služby mu král potvrdil rodový erb: bílý trojúhelník v červeném poli se třemi (dvěma bílými a jedním červeným) kroužky.
Když byl král Václav IV. ve Vídni zajat, zůstal Jindřich na jeho straně jako věrný služebník a dopomohl mu k útěku. Jako projev díků věnoval král jemu a dalšímu svému komořímu Jankovi z Velemyšle, panství Kamennou Horu (Landeshut, dnes Kamienna Góra v Dolním Slezsku). Tak se Jindřich dostal do Slezska a zatímco mu město Praha za služby, které prokázal králi, udělilo daňovou svobodu na jeho dům na Hradčanech, zastával ve Vratislavi úřady městského hejtmana a královského radního a ve jménu krále spravoval všechna slezská léna.

### Majetky a otázka původu
Od krále Zikmunda získal Šlik řadu prebend a darů, například statky na Chebsku, či panství Holíč (Weißkirchen) v Horních Uhrách. O jeho prestižním postavení vypovídá také samotným císařem zprostředkovaný sňatek s kněžnou z lucemburského rodu. Ovšem u některých z dokumentů o povýšení údajně vydaných Zikmundem pro Jindřicha Šlika se pravděpodobně jedná o padělky pozdějšího data. Mezi ně patří např. diplomy o povýšení do hraběcího stavu s predikátem z Pasounu (von Bassano) v Benátsku a několikrát potvrzená fikce původu jeho matky z rodu hrabat z Trevisa a Collalta.
Datum jeho úmrtí je neznámé, poslední záznamy o jeho životě pochází z roku 1416.

### Rodina
Byl ženatý s markraběnkou Konstancií z Trevisa, hraběnkou z Collalta. Z tohoto manželství se narodilo pět synů, mezi nimi Matyáš (1410–1487) a Jindřich II. (asi 1400–1448), pozdější biskup freisinský, a především slavný královský kancléř Kašpar Šlik (1396–1449), jemuž rod Šliků vděčí za svou největší slávu a bohatství.